# Альменево (Козловский район)
Альме́нево (чув. Элменкасси) — деревня в Козловском районе Чувашской Республики России. Входит в состав Янгильдинского сельского поселения.

## География
Расположена в 75 км к юго-востоку от Чебоксар, в 13 км к югу от Козловки и в 3,5 км от железнодорожной станции Тюрлема, находится вблизи границы с Татарстаном.

## История
Возникла в XVII веке как поселение служилых татар. Население относится к этнографической группе казанских татар, по вероисповеданию в основном мусульмане. В 1724—1866 годах — государственные крестьяне. Занимались земледелием, животноводством.
С первой половины XIX века по 1941 год действовала мечеть.
В 1930 году образован колхоз «Кзыл-Куч».
Деревня находилось в составе Аринской волости Свияжского уезда, Малой Аринской волости в XVII—XVIII веках, Богородской волости Чебоксарского уезда — XIX век — 1927 год, Козловского района в 1927-62 годах, и с 1965 года, Урмарского района в 1962-65 годах.

## Население
Число дворов и жителей: в 1645-46 — 4 двора; 1721 — 53 мужчины; 1747 — 69 мужчин; 1795 — 56 дворов, 167 мужчин, 170 женщин; 1858 — 253 мужчины, 259 женщин; 1897 — 484 мужчины, 440 женщин; 1926 — 182 двора, 396 мужчин, 460 женщин; 1939 — 477 мужчин, 515 женщин; 1979 — 219 мужчин, 303 женщины; 2002 — 112 дворов, 224 человека: 111 мужчин, 113 женщин; 2010 — 69 частных домохозяйств, 157 человек: 67 мужчин, 90 женщин. Проживают чуваши, русские, татары.
| 2010 | 2012 |
| ---- | ---- |
| 157  | ↗171 |

## Известные уроженцы
Хамит Салимович Кавиев, или Хамит Кави — татарский советский писатель и публицист, географ, биолог, геолог, педагог, путешественник. Участник Великой Отечественной войны.